# Park Seo-jin
Park Seo-jin (koreanisch 박서진; * 26. März 1993) ist eine südkoreanische Leichtathletin, die sich auf den Hammerwurf spezialisiert hat.

## Sportliche Laufbahn
Erste internationale Erfahrungen sammelte Park Seo-jin bei den Juniorenasienmeisterschaften 2012 in Colombo, bei denen sie mit 54,03 m die Silbermedaille hinter der Chinesin Yan Ni gewann. 2018 belegte sie bei den Asienspielen in Jakarta mit 59,00 m den siebten Platz. Im Jahr darauf wurde sie bei den Asienmeisterschaften in Doha mit einer Weite von 61,86 m Vierte und 2023 gelangte sie bei den Asienmeisterschaften in Bangkok mit 59,20 m auf Rang sechs. Ende September gelangte sie bei den Asienspielen in Hangzhou mit 55,54 m auf Rang zwölf. 2025 landete sie bei den Asienmeisterschaften in Gumi mit 60,66 m auf dem achten Platz.
In den Jahren 2016, 2018 und 2019 sowie von 2021 bis 2023 wurde Park südkoreanische Meisterin im Hammerwurf.